# Септембър
Петра Мерклунд (на шведски: Petra Eos Marklund), повече известна с професионалния си псевдоним Септембър (на английски: September; родена на 12 септември 1984 г. в Елта, Швеция) е шведска поп и денс певица.
Издала е до този момент 3 студийни албума и постигнала над 35 Топ 10 хита в над 15 държави, сред които Великобритания, САЩ и Швеция.
Още на 12-годишна възраст започва професионално да се занимава с музика, осъществявайки първите си записи. На 17 години Петра става вокалистка на рок група и скоро след това получава договор за самостоятелна музикална кариера. Нейният екип от продуценти и текстописци се състои от Йонас вон дер Бург, Никлас вон дер Бург и Ано Бхагаван.

## Музикална кариера

### September
През 2003, когато е едва на 18, Септембър издава първия си сингъл в Швеция „La La La (never Give It Up)“, който достига до 8 място в родината ѝ. Сингълът е последван от друга топ 10 песен „We Can Do It“. Успехът от тези две песни води до издаването на цял албум през февруари 2004, озаглавен „September“. Албумът включва и третият ѝ топ 10 хит в Швеция „September All Over“.

### Satellites
През 2005 излиза вторият студиен албум на Петра, озаглавен „In Orbit“, който се оказва и нейният голям пробив на международната музикална сцена. До този момент Септембър има успехи само в родината си и в Румъния, където е изключително положително приета. Пилотният сингъл от този албум е „Satellites“, която е втората ѝ най-успешна песен до този момент, надмината единствено от „Cry for You“. „Satellites“ е включена на 139 място в Шведската класация за най-добре представили се песни на всички времена. Следващите издадени песни са сравнително не толкова големите хитове „It Doesn't Matter“ и „Flowers On the Grave“, както и значимите ѝ хитове „Looking For Love“ и „Cry for You“.
В началото на 2006 г. Септембър прави дебюта си в САЩ с песента „Satellites“, която успява да достигне 8 място в класацията на Билборд Hot Dance Airplay. На 5 юни 2006 в американските радио станции официално е пуснат сингълът „Cry for You“, който се превръща в най-големия хит на Петра дебютирайки на 1 място в класацията Hot Dance Airplay и задържайки тази позиция в три последователни седмици. Песента бързо успява да достигне топ 40 в радио класациите в Чикаго, Денвър и Ню Йорк.

### Dancing Shoes
На 20 юни 2007 Септембър издава песента „Can't Get Over“, която е пилотният сингъл от третия ѝ студиен албум „Dancing Shoes“, който излиза на музикалния пазар септември същата година. Албумът бързо се изкачва 12 място в шведската класация за албуми, достигайки най-добра позиция до този момент, но успявайки да се задържи в топ 20 за едва 4 седмици сравнение с предните ѝ издания, които прекарват по 6 седмици в тази класация. Вторият сингъл от албума е „Until I Die“. Скоро след издаването си песента достига топ 10 в класацията на iTunes за най-популярни песни на седмицата.

## Други издания
На 26 февруари 2008 в САЩ излиза дебютният албум на Септембър „September“, който въпреки че носи същото име като дебюта ѝ в Швеция няма същото съдържание. Де факто албумът издаден в Щатите е компилация от най-доброто от албумите „In Orbit“ и „Dancing Shoes“. В САЩ Петра е издавана от лейбъла Robbins Entertainment. В албум са включени и трите самостоятелни сингъла издадени преди появата на „September“: „Satellites“, „Cry for You“ и „Can't Get Over“ (и трите класирали се в Billboard Hot 100). През лятото на 2008 албумът излиза и в Канада, малко след като песента „Cry for You“ е издаден и там.
На 15 март 2008 September дебютира на 22 място в класацията на Билборд за Топ електронни албуми. Ден след издаването на албума в САЩ той прави дебют на 15 място в класацията на iTunes Dance Albums. Албумът се задържа в класацията и на 11 септември достига 7 място в iTunes Top 100 Dance Albums. На 13 септември September се изкачва до 6 позиция в канадската класация на iTunes за денс албуми.
На 8 май 2008 в Белгия и Холандия излиза дебютният албум на Септембър „Dancing in Orbit“, който представлява компилация между албумите „In Orbit“ и „Dancing Shoes“.
До този момент Петра Мерклунд е участвала само в една колаборация – песента „Breathe“ на немския електронен музикант Schiller. „Breathe“ достига първо място в македонската класация за песни, а в България се изкачва до 9 място в Българския Национален Топ 40.

## Дискография

### Сингли
| Година        | Сингъл                        | Албум           | Топ позиция | Топ позиция | Топ позиция | Топ позиция | Топ позиция        | Топ позиция | Топ позиция | Топ позиция | Топ позиция | Топ позиция | Топ позиция | Топ позиция |
| Година        | Сингъл                        | Албум           | SWE         | FIN         | SPA         | UK          | U.S. Dance Airplay | ROM         | ISR         | RUS         | POL         | NED         | IRL         | EU          |
| ------------- | ----------------------------- | --------------- | ----------- | ----------- | ----------- | ----------- | ------------------ | ----------- | ----------- | ----------- | ----------- | ----------- | ----------- | ----------- |
| 2003          | „La La La (Never Give it Up)“ | „September“     | 8           | —           | —           | —           | —                  | 24          | —           | 4           | —           | —           | —           | —           |
| 2003          | „We Can Do It“                | „September“     | 10          | —           | —           | —           | —                  | 74          | —           | —           | —           | —           | —           | —           |
| 2004          | „September All Over“          | „September“     | 8           | —           | —           | —           | —                  | 14          | —           | —           | —           | —           | —           | —           |
| 2005          | „Satellites“                  | „In Orbit“      | 4           | 18          | 1           | —           | 8                  | 5           | 3           | —           | 3           | —           | —           | 143         |
| 2005          | „Looking For Love“            | „In Orbit“      | 17          | —           | 27          | —           | —                  | 73          | 3           | —           | 2           | —           | —           | 50          |
| 2006          | „Flowers on the Grave“        | „In Orbit“      | —           | —           | —           | —           | —                  | —           | —           | —           | —           | —           | —           | —           |
| 2006          | „It Doesn't Matter“           | „In Orbit“      | —           | —           | —           | —           | —                  | 66          | —           | 121         | 20          | —           | —           | 200         |
| 2006          | „Cry for You“                 | „In Orbit“      | 6           | 13          | 36          | 5           | 1                  | 10          | 7           | —           | 5           | 4           | 8           | 16          |
| 2007          | „Can't Get Over“              | „Dancing Shoes“ | 5           | 10          | 6           | —           | 12                 | 33          | —           | —           | 7           | 28          | —           | 85          |
| 2007          | „Until I Die“                 | „Dancing Shoes“ | 5           | 6           | —           | —           | —                  | 29          | —           | —           | 6           | —           | —           | 75          |
| 2008          | „Because I Love You“          | „Dancing Shoes“ | —           | —           | —           | —           | —                  | —           | —           | —           | —           | —           | —           | —           |
| 2010          | „Mikrofonkåt“                 | „Love CPR“      | 1           | —           | —           | —           | —                  | —           | —           | —           | —           | —           | —           | —           |
| 2010          | „Resuscitate Me“              | „Love CPR“      | 45          | —           | —           | —           | —                  | —           | —           | —           | —           | —           | —           | —           |
| 2010          | „Kärlekens tunga“             | „Love CPR“      | 6           | —           | —           | —           | —                  | —           | —           | —           | —           | —           | —           | —           |
| 2010          | „Vem ska jag tro på“          | „Love CPR“      | 46          | —           | —           | —           | —                  | —           | —           | —           | —           | —           | —           | —           |
| 2010          | „Baksmälla“ (с Petter)        | „Love CPR“      | 4           | —           | —           | —           | —                  | —           | —           | —           | —           | —           | —           | —           |
| #1 сингли     | #1 сингли                     | #1 сингли       | 1           | —           | 1           | —           | 1                  | —           | —           | —           | —           | —           | —           | —           |
| Топ 10 сингли | Топ 10 сингли                 | Топ 10 сингли   | 10          | 2           | 2           | 1           | 2                  | 3           | 3           | 1           | 5           | 1           | 1           | —           |